# Sophie Nélisse
Pour les articles homonymes, voir Nélisse.
Sophie Nélisse est une actrice canadienne née Marie-Sophie Nélisse le 27 mars 2000 à Windsor (Ontario), elle est la sœur d'Isabelle Nélisse.
Elle est surtout connue pour les films Monsieur Lazhar et La Voleuse de livres, ainsi que pour les séries télévisées Les Parent et L'Échappée.

## Biographie

### Jeunesse et études
Sophie Nélisse est née à Windsor, en Ontario, le 27 mars 2000. Elle est d'ascendance franco-canadienne. Elle a déménagé à l'âge de 4 ans à Montréal, au Québec, où elle vit depuis. Sa mère, Pauline Belhumeur, a quitté son métier d'enseignante en 2013 pour devenir la gérante de Sophie et sa petite sœur, l'actrice Isabelle Nélisse, connue pour son rôle de Lily Desange dans le film Mama, sortie en 2013,. Sophie Nélisse a également un frère, Vincent Nélisse, un artiste interprète-compositeur et intervenant psychosocial[réf. nécessaire].
Nélisse a fréquenté l'École secondaire Antoine-de-Saint-Exupéry dans l’arrondissement de Saint-Léonard à Montréal.

### Carrière
Sophie Nélisse a commencé sa carrière d’actrice en 2010, à la télévision dans la série Mirador où elle joue un petit rôle. Elle continuera sa carrière à la télévision, en 2011, en jouant un petit rôle dans Toute la vérité et le rôle de Zoé dans la série Les Parent, rôle qu’elle tiendra jusqu’à la fin de la série en 2016. La même année, elle joua le rôle Alice L'Écuyer dans le film Monsieur Lazhar, réalisé par Philippe Falardeau, rôle qui lui a valu le prix Génie de meilleure actrice dans un second rôle, le prix Jutra de meilleure actrice de soutien et le prix de Best Supporting Actress au Canadian Screen Award. Elle joua ensuite le rôle de Marie dans le film de Luc Picard, Ésimésac.
En 2014, elle joua le rôle principal de Liesel Meminger, dans le film, La Voleuse de livres, rôle qui lancera sa carrière internationale et qui lui valut une multitude de prix. Elle continua sa carrière américaine en 2015 dans le film d’Edward Zwick, Le Prodige et dans La Fabuleuse Gilly Hopkins. Elle reviendra aussi sur le grand écran québécois la même année dans le film Endorphine d’André Turpin.
Entre-temps, elle occupe aussi le petit écran dans la série Vertige (2012) où elle joue le rôle de Rosalie Roussel. Elle va aussi à deux reprises aux Dieux de la danse, une fois en 2015 et une fois en 2016. Elle joue aussi, le rôle de Jennifer dans le film 1:54 de Yan England, L'Histoire de l'amour et Wait Till Helen Comes (en). Sophie joue aussi, la même année, dans le film, Mean Dreams, de Nathan Morlando. Film qui l'amène au Festival de Cannes de 2016, pour la présentation de ce dernier lors de la Quinzaine des réalisateurs.
Elle joue ensuite en 2017 dans le film québécois, Et au pire, on se mariera de Léa Pool, et 2018 dans la série Demain des hommes.
2019 marque sa première apparition dans une production Netflix avec le film Close réalisé par Vicky Jewson (en) où elle joue le rôle de Zoe et où elle partage l'écran avec Noomi Rapace. La même année, elle joue dans le film de requin 47 Meters Down: Uncaged et fait un retour sur le petit écran québécois dans la saison quatre de L'Échappée, dans laquelle elle interprète Romy Lalonde. En novembre, elle décroche un rôle dans le pilote de la série Yellowjackets pour Showtime dont la production est interrompue en raison de la pandémie de Covid-19 aux États-Unis avant de reprendre pour une diffusion en 2021.
En 2024, elle incarne le rôle titulaire dans le film La promesse d'Iréna de Louise Archambault. Le film est scénarisé par  Dan Gordon (en), qui a également écrit la comédie musicale du même nom.
Dès mars 2025, Sophie Nélisse incarne le rôle de Stéphanie dans la minisérie de 6 épisodes L’indétectable.

## Filmographie

### Cinéma
- 2011 : Monsieur Lazhar de Philippe Falardeau : Alice
- 2012 : Ésimésac de Luc Picard : Marie
- 2013 : La Voleuse de livres (The Book Thief) de Brian Percival : Liesel
- 2014 : Le Prodige (Pawn Sacrifice) d'Edward Zwick : Joan Fisher jeune
- 2015 : Endorphine d'André Turpin : Simone 1 (Jeune)
- 2015 : La Fabuleuse Gilly Hopkins (The Great Gilly Hopkins) de Stephen Herek : Gilly Hopkins
- 2016 : 1:54 de Yan England : Jennifer
- 2016 : L'Histoire de l'amour (The History of Love) de Radu Mihaileanu : Alma
- 2016 : Les Âmes en suspens (en) (Wait Till Helen Comes) de Dominic James : Molly
- 2016 : Mean Dreams de Nathan Morlando : Casey Caraway
- 2017 : Et au pire, on se mariera de Léa Pool : Aïcha St-Pierre
- 2019 : Close de Vicky Jewson (en) : Zoe
- 2019 : 47 Meters Down: Uncaged de Johannes Roberts : Mia
- 2019 : The Rest of Us (en) de Aisling Chin-Yee (en) : Aster
- 2020 : Fini de jouer (The Kid Detective) d'Evan Morgan : Caroline
- 2020 : Flashwood de Jean-Carl Boucher : Rose[12]
- 2023 : Tournage de Whistle[13]
- 2023 : La Promesse d'Iréna de Louise Archambault : Iréna Gut Opdyke
- 2025 : Deux Femmes en or de Chloé Robichaud : Jessica
- 2025 : Elli et l'équipe des monstres : Voix d'Elli[14]

### Séries télévisées
- 2010 : Mirador : jeune fille de Ralf
- 2011 : Toute la vérité : Marie-Anne
- 2011 - 2016 : Les Parent : Zoé Larivière-Beaudouin
- 2012 : Vertige : Rosalie Roussel
- 2015 - 2016 : Les Dieux de la danse (Saisons 1 et 2) : elle-même
- 2017 : Accès Illimité (épisode 1) : elle-même
- 2018 : Demain des hommes : Roxanne Rousseau
- 2019 : L'Échappée : Romy Lalonde
- 2021- Présent : Yellowjackets (saison 1, 2 et 3) : Shauna Shipman (adolescente)
- 2024:  L’indétectable : Stéphanie, réalisation par Stéphane Lapointe[15]

## Distinctions
- Prix Génie 2012 : Meilleure actrice dans un second rôle pour Monsieur Lazhar
- Prix Jutra 2012 : Meilleure actrice de soutien pour Monsieur Lazhar
- Festival du film de Hollywood 2013 : Spotlight Award pour La Voleuse de livres
- Nevada Film Critics Society Awards 2013 : Meilleur espoir pour La Voleuse de livres
- Phoenix Film Critics Society Awards 2013 : Meilleure jeune actrice pour La Voleuse de livres
- Satellite Awards 2014 : Révélation de l'année pour La Voleuse de livres